# Michel Franco

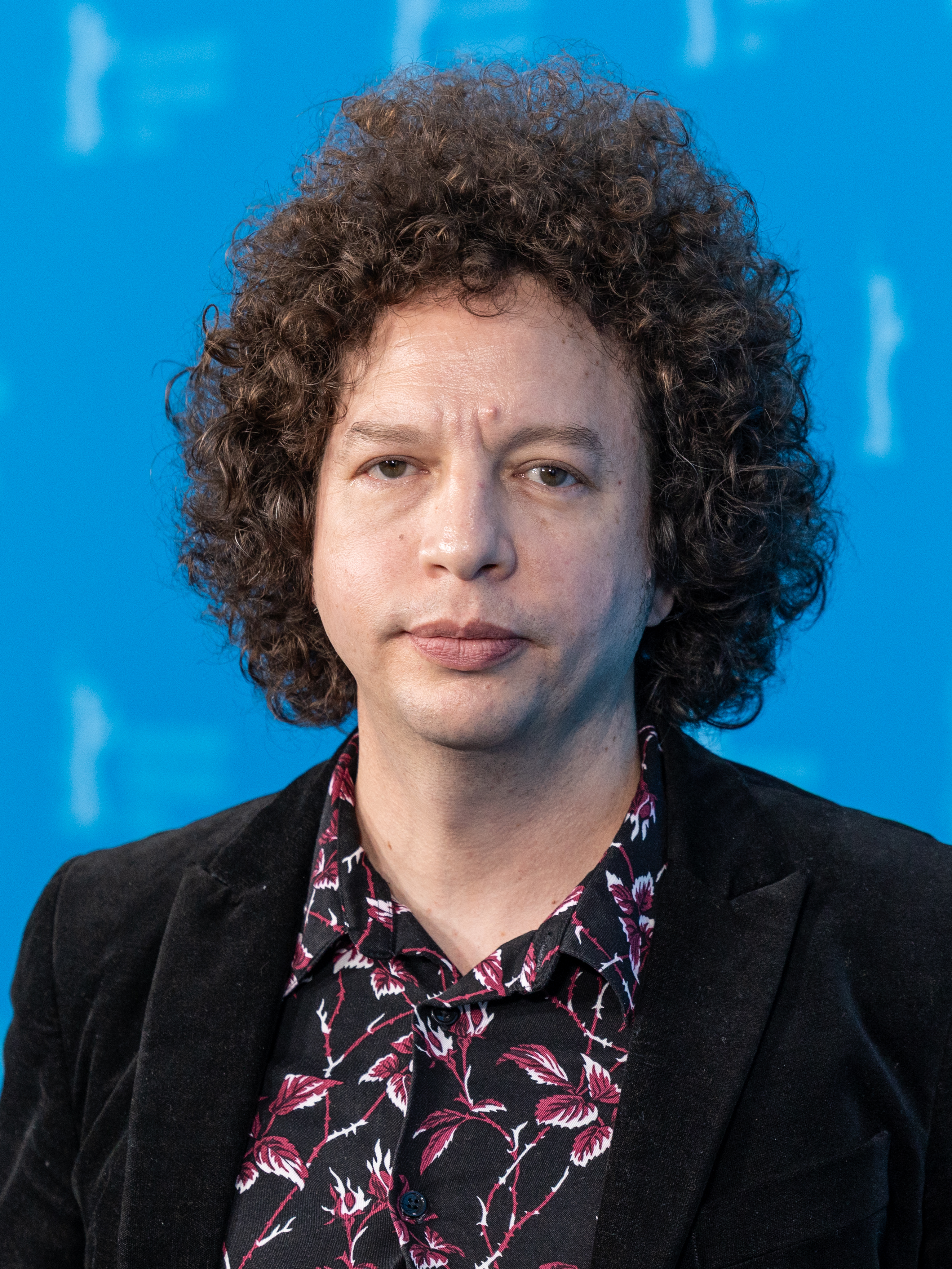
Michel Franco auf der Berlinale 2025

Michel Franco (* 28. August 1979 in Mexiko-Stadt) ist ein mexikanischer Filmemacher.

## Leben
Michel Franco begann während seines Studiums mit dem Filmemachen. Nach verschiedenen Kurzfilmen und Werbeclips wurde er 2009 mit seinem Spielfilmdebüt Daniel & Ana in die Nebenreihe Quinzaine des Réalisateurs in Cannes eingeladen. Das Drama, basierend auf wahren Begebenheiten, erzählt vom Trauma des titelgebenden Geschwisterpaares, dargestellt von Marimar Vega und Darío Yazbek Bernal, das von einer Bande entführt und zu gemeinsamen Sex vor der Kamera gezwungen wurde. Drei Jahre später erhielt Franco ebenfalls in Cannes für Después de Lucía den Hauptpreis der Sektion Un Certain Regard. Der Film hat das Mobbing und die spätere Vergewaltigung eines 17-jährigen Mädchens durch Klassenkameraden sowie Selbstjustiz zum Thema. Después de Lucía wurde 2013 von Mexiko als Beitrag für die Oscarverleihung in der Kategorie Bester fremdsprachiger Film eingereicht, gelangte aber nicht in die engere Auswahl.
Im Jahr 2014 realisierte Franco gemeinsam mit seiner Schwester Victoria seinen dritten Spielfilm A los ojos. Das Drama handelt von einer alleinerziehenden Mutter und Sozialarbeiterin, die mit allen Mitteln versucht, ihren Sohn von seiner degenerativen Augenerkrankung zu befreien. Bis auf Hauptdarstellerin Mónica Del Carmen bestand das Schauspielensemble aus jungen Laiendarstellern, die auf der Straße lebten. Ein Jahr später wurde der von Franco produzierte Film 600 Millas (2015) auf der Berlinale in der Sektion Panorama vorgestellt und als bester Erstlingsfilms ausgezeichnet. Außerdem fungierte er als Produzent des venezolanisch-mexikanischen Films Caracas, eine Liebe von Lorenzo Vigas, der ebenfalls 2015 bei den Internationalen Filmfestspielen von Venedig den Goldenen Löwen gewonnen hat.
Einem größeren internationalen Publikum wurde Franco ebenfalls im Jahr 2015 durch seinen ersten englischsprachigen Spielfilm Chronic bekannt. Das Drama um einen Krankenpfleger, dargestellt von Tim Roth, der hingebungsvoll drei sterbenskranke Patienten in den letzten Wochen ihres Lebens begleitet, brachte dem Filmemacher seine erste Einladung in den Wettbewerb des Filmfestivals von Cannes sowie Lob seitens der Kritiker ein. Die Festivaljury in Cannes zeichnete den Film mit dem Drehbuchpreis aus. Es war vom engen Verhältnis von Francos eigener todkranker Großmutter zu deren Krankenpflegerin inspiriert worden. Film und Hauptdarsteller Roth wurden später für den amerikanischen Independent Spirit Award nominiert. Trotz dieses Erfolgs kehrte Franco mit dem folgenden, preisgekrönten Familiendrama Las hijas de Abril (2017) wieder nach Mexiko und ins spanischsprachige Kino zurück. Für die Titelrolle wurde die bekannte spanische Schauspielerin Emma Suárez verpflichtet, die unerwartet mit der Schwangerschaft ihrer 17-jährigen Filmtochter, dargestellt von Ana Valeria Becerril, konfrontiert wird.
Mit seinem dystopischen Film New Order – Die neue Weltordnung, der im September 2020 im Rahmen der Filmfestspiele in Venedig seine Premiere feierte und im gleichen Monat beim Toronto International Film Festival vorgestellt werden soll, wollte Franco eine Dystopie der nahen Zukunft zeichnen. Anhand dieses Genres erforscht er aktuelle Themen, aber ohne die Verpflichtung, der Realität treu zu bleiben. Als Einflüsse nennt Franco den dystopischen Film Uhrwerk Orange von Stanley Kubrick, aber auch andere Filme und Bücher wie 1984 oder Alfonso Cuaróns Film Children of Men. Nuevo orden wurde in Venedig mit dem Silbernen Löwen, dem großen Preis der Jury, der zweitwichtigsten Auszeichnung im Wettbewerb prämiert und ist einer von sechs Filmen der von Mexiko als Beitrag für die Oscarverleihung 2021 in der Kategorie Bester Internationaler Film eingereicht werden soll.
Beim Sarajevo Film Festival 2020 sollte Franco den Honorary Heart of Sarajevo Award erhalten, das ihm zudem eine Hommage widmen wird. Ein Jahr später erhielt er für das Filmdrama Sundown – Geheimnisse in Acapulco (2021) seine zweite Einladung in den Wettbewerb der 78. Filmfestspiele von Venedig. Erneut besetzte er hier die männliche Hauptrolle mit Tim Roth. Dort wurde auch The Box vorgestellt, bei dem Franco als Produzent fungierte. Für das Beziehungsdrama Memory (2023) mit Jessica Chastain und Peter Sarsgaard in den Hauptrollen wurde er erneut in den Wettbewerb an den Lido eingeladen. Im Februar 2025 wird sein Film Dreams auf der 75th Berlinale. seine Weltpremiere haben und in Wettbewerb um den Golden Bear stehen. In den Hauptrollen sind Jessica Chastain und Isaac Hernández, ein junger, preisgekrönter mexikanischer Balletttänzer zu sehen.

## Filmografie
- 2003: Entre dos (Kurzfilm)
- 2009: Daniel & Ana
- 2012: Después de Lucía
- 2014: A los ojos
- 2015: Chronic
- 2017: Las hijas de Abril
- 2020: New Order – Die neue Weltordnung (Nuevo orden)
- 2021: Sundown – Geheimnisse in Acapulco (Sundown)
- 2021: The Box (La caja) (als Produzent)
- 2023: Memory

## Auszeichnungen (Auswahl)
Independent Spirit Award
- 2017: Nominierung als Bester Film  (Chronic)

Internationales Filmfestival von Stockholm
- 2020: Nominierung für den Impact Award (New Order – Die neue Weltordnung)

Internationale Filmfestspiele von Venedig
- 2020: Nominierung für den Goldenen Löwen Best Film (New Order – Die neue Weltordnung)

Internationale Filmfestspiele von Cannes
- 2009: Nominierung für die Caméra d’Or (Daniel & Ana)
- 2009: Nominierung für den C.I.C.A.E. Award (Daniel & Ana)
- 2012: Auszeichnung Prix Un Certain Regard (Después de Lucía)
- 2015: Auszeichnung für das Beste Drehbuch (Chronic)
- 2015: Nominierung für die Goldene Palme (Chronic)
- 2017: Auszeichnung Un Certain Regard – Spezialpreis der Jury (Las hijas de Abril)
- 2017: Nominierung Un Certain Regard (Las hijas de Abril)

San Sebastián International Film Festival
- 2012: Auszeichnung mit dem Horizons Award - Special Mention (Después de Lucía)
- 2015: Nominierung für den Horizons Award (Chronic)
- 2017: Nominierung für den Horizons Award (Las hijas de Abril)

Sarajevo Film Festival
- 2020: Auszeichnung mit dem Heart of Sarajevo Award[3]